# Petri Helin
Petri Helin   (Hèlsinki, 13 de desembre de 1969) fou un futbolista finlandès de la dècada de 1990.
Fou 27 cops internacional amb la selecció finlandesa. Pel que fa a clubs, destacà a Luton Town, Stockport County i Denizlispor.